# 리아 깁슨
리아 깁슨(Leah Gibson, 1985년 1월 3일 ~ )은 캐나다의 배우이다.